# (36874) 2000 SF151
2000 SF151 (asteroide 36874) é um asteroide da cintura principal. Possui uma excentricidade de 0.09847240 e uma inclinação de 1.39338º.
Este asteroide foi descoberto no dia 24 de setembro de 2000 por LINEAR em Socorro.